# Уэсткотт, Хелен
Хе́лен Уэ́сткотт (англ. Helen Westcott; 1 января 1928, Лос-Анджелес, Калифорния — 17 марта 1998, Эдмондс, Вашингтон) — американская актриса театра, кино и телевидения, начавшая сниматься в возрасте шести лет; меньше известна как певица.

## Биография
Миртас Хелен Хикмен (настоящее имя актрисы) родилась 1 января 1928 года в Лос-Анджелесе (штат Калифорния, США). Мать — Хейзел Бет МакАртур, водевильная певица, играла на фортепиано и барабанах; отец — киноактёр Гордон Уэсткотт (1903—1935). С четырёхлетнего возраста девочка начала участвовать в представлениях вместе с матерью, а с 7 до 16 лет регулярно играла роль Маленькой Джулии в постановке «Пьяница».
В шесть лет впервые появилась на киноэкранах: за три года снялась в шести фильмах (из них один был короткометражный, в четырёх случаях она не была указана в титрах), затем у неё был заметный перерыв на учёбу, до 1948 года (не считая одной роли без указания в титрах в ленте 1941 года «Генри Олдрича — в президенты»). После этого Хелен Уэсткотт (такой актёрский псевдоним она себе взяла) снималась довольно активно, хоть и с заметными перерывами, до 1971 года, в 1977 году исполнила свою финальную роль в одном эпизоде сериала «Переключатель».
Окончила Колледж города Лос-Анджелес.
Хелен Уэсткотт скончалась 17 марта 1998 года в городе Эдмондс (штат Вашингтон) от рака.

### Личная жизнь
18 февраля 1948 года Уэсткотт вышла замуж за актёра Дона Гордона (1926—2017). В 1950 году у них родилась дочь, которую назвали Дженнифер. В 1953 году пара развелась.

19 июля 1975 года Уэсткотт вышла замуж за человека, не связанного с кинематографом, по имени Джозеф Джонсон-Смит. 23 сентября 1981 года муж скончался, детей от этого брака не было.

## Избранная фильмография
За свою карьеру длиной 43 года (1934—1977, с заметными перерывами) Уэсткотт появилась в 80 кино- и телефильмах и телесериалах; два из них были короткометражными, а в двенадцати случаях она не была указана в титрах.

| В титрах не указана - 1936 — Без приказов / Without Orders — девочка - 1937 — Дева из Салема / Maid of Salem — девочка - 1937 — Проделки Пострелят в 1938 году / Our Gang Follies of 1938 — девочка с буквой «I» на свитере (к/м) - 1949 — Мистер Бельведер едет в колледж / Mr. Belvedere Goes to College — студентка - 1949 — Танцы в темноте / Dancing in the Dark — Джун - 1950 — Водоворот / Whirlpool — секретарь - 1950 — Ответный огонь / Backfire — мисс Хэллер, секретарь в морге - 1950 — Трое вернулись домой / Three Came Home — заключённая - 1958 — Последний салют / The Last Hurrah — миссис МакКласки - 1960 — Симаррон / Cimarron — миссис Кайи В титрах указана - 1934 — Гром над Техасом / Thunder Over Texas — Бетти «Крошка» Нортон - 1935 — Сон в летнюю ночь / A Midsummer Night's Dream — паучиха - 1948 — 13 оловянных солдатиков / 13 Lead Soldiers — Синтия Стедмен - 1948 — Умные девушки не болтают / Smart Girls Don't Talk — Тони Питерс - 1948 — Приключения Дон Жуана / Adventures of Don Juan — леди Диана - 1949 — Флэкси Мартин / Flaxy Martin — Пегги Фаррар - 1949 — Один последний бросок / One Last Fling — Энни Мэй Хантер - 1949 — Девушка с пляжа Джонс / The Girl from Jones Beach — мисс Брукс - 1949 — Убийство / Homicide — Джо Энн Райс - 1950 — Стрелок / The Gunfighter — Пегги Уолш - 1951 — Позаботьтесь о моей маленькой девочке / Take Care of My Little Girl — Мерри Кумбс - 1951 — Тайна озера Каторжников / The Secret of Convict Lake — Сьюзан Хаггерти - 1952 — Телефонный звонок от незнакомца / Phone Call from a Stranger — Джейн Трэск - 1952 — Возвращение Техасца / Return of the Texan — Эверилл Мюррей - 1952 — С песней в моём сердце / With a Song in My Heart — Дженнифер Марч - 1952 — Кредитная акула / Loan Shark — Марта Хэйнс - 1952 — Битвы вождя Понтиака / Battles of Chief Pontiac — Уинифред Ланкастер - 1953 — Страна скотоводов / Cow Country — Линда Гарнет - 1953 — Атака на реке Фетер / The Charge at Feather River — Энн МакКивер - 1953 — Оружейный пояс / Gun Belt — Арлин Рич - 1953 — Эбботт и Костелло встречают доктора Джекилла и мистера Хайда / Abbott and Costello Meet Dr. Jekyll and Mr. Hyde — Вики Эдвардс - 1956 — Горячая кровь / Hot Blood — Вельма - 1958 — Богова делянка / God's Little Acre — Розамунд - 1958 — Невидимый мститель / Invisible Avenger — Тейра О’Нилл - 1958 — Монстр в университетском городке / Monster on the Campus — Молли Риордан, медсестра - 1959 — День преступника / Day of the Outlaw — Вивиан - 1970 — Осколки грёз / Pieces of Dreams — миссис Строб - 1970 — Я люблю свою жену / I Love My Wife — миссис Барроус | - 1952, 1956 — Театр звёзд Шлица / Schlitz Playhouse of Stars — разные роли (в 2 эпизодах) - 1952, 1957 — Кавалькада Америки / Cavalcade of America — разные роли (в 2 эпизодах) - 1955 — Миллионер / The Millionaire — Анна Ломбард (в эпизоде The Mildred Milliken Story) - 1955—1956 — Видео-театр «Люкс» / Lux Video Theatre — разные роли (в 3 эпизодах) - 1956 — Театр Форда / Ford Theatre — Фрэн (в эпизоде Mr. Kagle and the Baby Sitter) - 1956 — Утренний театр NBC / NBC Matinee Theater — разные роли (в 2 эпизодах) - 1957 — Час 20th Century Fox / The 20th Century Fox Hour — Мэри Тодд (в эпизоде Springfield Incident) - 1957 — Линейка / The Lineup — Дороти Келлемс (в эпизоде The Cut-up Cone-on Case) - 1957 — Кейси Джонс / Casey Jones — Бонни Мид (в эпизоде Girl in the Cab) - 1958 — Перри Мейсон / Perry Mason — Марсия Грили (в эпизоде The Case of the Haunted Husband) - 1958 — Майк Хаммер / Mickey Spillane's Mike Hammer — Сэлли (в эпизоде It's an Art) - 1958 — Отряд М / M Squad — Эллен Тарсби (в эпизоде The Big Kill) - 1958 — Истории Франкенштейна / Tales of Frankenstein — Кристина Хэлперт - 1959 — Сыромятная плеть / Rawhide — Илла Каули (в эпизоде Incident of the Day of the Dead) - 1960 — Разыскивается живым или мёртвым / Wanted Dead or Alive — Аманда Коул (в эпизоде A House Divided) - 1960, 1963 — Бонанза / Bonanza — разные роли (в 2 эпизодах) - 1962 — Бен Кейси / Ben Casey — Уилма Бёрдик (в эпизоде Legacy from a Stranger) - 1963 — Альфред Хичкок представляет / Alfred Hitchcock Presents — миссис Флетчер (в эпизоде Diagnosis: Danger) - 1963 — Величайшее шоу на Земле / The Greatest Show on Earth — Вида Девайн (в эпизоде The Loser) - 1963 — Арест и суд / Arrest and Trial — Милдред Картер, судья (в эпизоде Some Weeks Are All Mondays) - 1964 — Сумеречная зона / The Twilight Zone — Лиллиан Поуп (в эпизоде You Drive) - 1969, 1971 — Медицинский центр / Medical Center — разные роли (в 2 эпизодах) - 1970 — Менникс / Mannix — Фэйи (в эпизоде Walk with a Dead Man) - 1977 — Переключатель / Switch — Шила Эндрюс (в эпизоде The Four Horsemen) - 1948 — Умные девушки не болтают / Smart Girls Don't Talk — «The Stars Will Remember (So Will I)» - 1952 — С песней в сердце / With a Song in My Heart — «Home on the Range» - 1953 — Эбботт и Костелло встречают доктора Джекилла и мистера Хайда / Abbott and Costello Meet Dr. Jekyll and Mr. Hyde — «Till We Women Get to Vote» |